# Liste der Premierminister Japans

Das Wappen des Kabinetts und seines Premierministers

Dies ist eine chronologische Liste aller Premierminister von Japan.
Die Amtszeiten werden in der ersten Spalte für das Amt, in der zweiten für die Personen gezählt. Beispielsweise wird Koizumi Jun’ichirō als 56. Person aufgezählt, die japanischer Premierminister wurde, während sein Kabinett das 89. ist.

## Japanisches Kaiserreich
Legende Parteizugehörigkeiten:
- Keine
- Rikken Seiyūkai / Kenseitō
- Militär
- Rikken Dōshikai
- Taisei Yokusankai
- Kenseikai / Rikken Minseitō
- Liberale Partei Japans

| A# | P#            | Bild             | Name                                 | Amtsantritt        | Amtsaustritt       | Partei (bis 1918 zusätzlich: Herkunft) | Kabinett (individuell dem Tennō verantwortlich) |
| --- | ------------- | ---------------- | ------------------------------------ | ------------------ | ------------------ | -------------------------------------- | ----------------------------------------------- |
| 1 | 1             |                  | Itō Hirobumi                         | 22. Dezember 1885  | 30. April 1888     | Keine (Chōshū)                         | Itō I                                           |
| 2 | 2             |                  | Kuroda Kiyotaka                      | 30. April 1888     | 25. Oktober 1889   | Keine (Satsuma)                        | Kuroda                                          |
| Während dieses Intervalls bekleidete der Siegelbewahrer Sanjō Sanetomi gleichzeitig das Amt des Premierministers. |               |                  |                                      |                    |                    |                                        |                                                 |
| 3 | 3             |                  | Yamagata Aritomo                     | 24. Dezember 1889  | 6. Mai 1891        | Keine (Chōshū)                         | Yamagata I                                      |
| Von nun an eingeschränkt durch die 1890 in Kraft getretene Verfassung, in der Premierminister und Kabinett nicht explizit erwähnt wurden, die aber dem Reichstag und damit auch dessen gewählten Unterhaus, dem Abgeordnetenhaus, Mitwirkung an Legislative und Haushalt einräumte und somit eine Möglichkeit gab, die Regierung zu Zugeständnissen zu zwingen. |               |                  |                                      |                    |                    |                                        |                                                 |
| 4 | 4             |                  | Matsukata Masayoshi                  | 6. Mai 1891        | 8. August 1892     | Keine (Satsuma)                        | Matsukata I                                     |
| 5 |               |                  | Itō Hirobumi, 2. Amtszeit            | 8. August 1892     | 31. August 1896    | Keine (Chōshū)                         | Itō II                                          |
| Während dieses Intervalls bekleidete der Vorsitzende des Staatsrates Kuroda Kiyotaka das Amt des Premierministers |               |                  |                                      |                    |                    |                                        |                                                 |
| 6 |               |                  | Matsukata Masayoshi, 2. Amtszeit     | 18. September 1896 | 12. Januar 1898    | Keine (Satsuma)                        | Matsukata II                                    |
| 7 |               |                  | Itō Hirobumi, 3. Amtszeit            | 12. Januar 1898    | 30. Juni 1898      | Keine (Chōshū)                         | Itō III                                         |
| 8 | 5             |                  | Ōkuma Shigenobu                      | 30. Juni 1898      | 8. November 1898   | Kenseitō (Hizen)                       | Ōkuma I                                         |
| 9 |               |                  | Yamagata Aritomo, 2. Amtszeit        | 8. November 1898   | 19. Oktober 1900   | Keine (Chōshū)                         | Yamagata II                                     |
| 10 |               |                  | Itō Hirobumi, 4. Amtszeit            | 19. Oktober 1900   | 10. Mai 1901       | Rikken Seiyūkai (Chōshū)               | Itō IV                                          |
| Während dieses Intervalls bekleidete der Vorsitzende des Staatsrates Saionji Kimmochi das Amt des Premierministers |               |                  |                                      |                    |                    |                                        |                                                 |
| 11 | 6             |                  | Katsura Tarō                         | 2. Juni 1901       | 7. Januar 1906     | Keine (Chōshū)                         | Katsura I                                       |
| 12 | 7             |                  | Saionji Kimmochi                     | 7. Januar 1906     | 14. Juli 1908      | Rikken Seiyūkai (Hofadel)              | Saionji I                                       |
| 13 |               |                  | Katsura Tarō, 2. Amtszeit            | 14. Juli 1908      | 30. August 1911    | Keine (Chōshū)                         | Katsura II                                      |
| 14 |               |                  | Saionji Kimmochi, 2. Amtszeit        | 30. August 1911    | 21. Dezember 1912  | Rikken Seiyūkai (Hofadel)              | Saionji II                                      |
| 15 |               |                  | Katsura Tarō, 3. Amtszeit            | 21. Dezember 1912  | 20. Februar 1913   | Keine (Chōshū)                         | Katsura III                                     |
| 16 | 8             |                  | Yamamoto Gonnohyōe                   | 20. Februar 1913   | 16. April 1914     | Rikken Seiyūkai (Satsuma)              | Yamamoto I                                      |
| 17 |               |                  | Ōkuma Shigenobu, 2. Amtszeit         | 16. April 1914     | 9. Oktober 1916    | Rikken Dōshikai (Hizen)                | Ōkuma II                                        |
| 18 | 9             |                  | Terauchi Masatake                    | 9. Oktober 1916    | 29. September 1918 | Militär (Chōshū)                       | Terauchi                                        |
| 19 | 10            |                  | Hara Takashi                         | 29. September 1918 | 4. November 1921   | Rikken Seiyūkai (Morioka)              | Hara                                            |
| Während dieses Intervalls bekleidete Außenminister Uchida Yasuya das Amt des Premierministers |               |                  |                                      |                    |                    |                                        |                                                 |
| 20 | 11            |                  | Takahashi Korekiyo                   | 13. November 1921  | 12. Juni 1922      | Rikken Seiyūkai                        | Takahashi                                       |
| 21 | 12            |                  | Katō Tomosaburō                      | 12. Juni 1922      | 24. August 1923    | Militär                                | Katō                                            |
| Während dieses Intervalls bekleidete Außenminister Uchida Yasuya das Amt des Premierministers |               |                  |                                      |                    |                    |                                        |                                                 |
| 22 |               |                  | Yamamoto Gonnohyōe, 2. Amtszeit      | 2. September 1923  | 7. Januar 1924     | Militär                                | Yamamoto II                                     |
| 23 | 13            |                  | Kiyoura Keigo                        | 7. Januar 1924     | 11. Juni 1924      | Keine                                  | Kiyoura                                         |
| 24 | 14            |                  | Katō Takaaki                         | 11. Juni 1924      | 28. Januar 1926    | Kenseikai                              | Katō                                            |
| Während dieses Intervalls bekleidete Innenminister Wakatsuki Reijirō das Amt des Premierministers |               |                  |                                      |                    |                    |                                        |                                                 |
| 25 | 15            |                  | Wakatsuki Reijirō                    | 30. Januar 1926    | 20. April 1927     | Kenseikai                              | Wakatsuki I                                     |
| 26 | 16            |                  | Tanaka Giichi                        | 20. April 1927     | 2. Juli 1929       | Rikken Seiyūkai                        | Tanaka                                          |
| 27 | 17            |                  | Hamaguchi Osachi                     | 2. Juli 1929       | 14. April 1931     | Rikken Minseitō                        | Hamaguchi                                       |
| 28 |               |                  | Wakatsuki Reijirō, 2. Amtszeit       | 14. April 1931     | 13. Dezember 1931  | Rikken Minseitō                        | Wakatsuki II                                    |
| 29 | 18            |                  | Inukai Tsuyoshi                      | 13. Dezember 1931  | 15. Mai 1932       | Rikken Seiyūkai                        | Inukai                                          |
| Während dieses Intervalls bekleidete Finanzminister Takahashi Korekiyo das Amt des Premierministers |               |                  |                                      |                    |                    |                                        |                                                 |
| 30 | 19            |                  | Saitō Makoto                         | 26. Mai 1932       | 8. Juli 1934       | Militär                                | Saitō                                           |
| 31 | 20            |                  | Okada Keisuke                        | 8. Juli 1934       | 9. März 1936       | Militär                                | Okada                                           |
| 32 | 21            |                  | Hirota Kōki                          | 9. März 1936       | 2. Februar 1937    | Keine                                  | Hirota                                          |
| 33 | 22            |                  | Hayashi Senjūrō                      | 2. Februar 1937    | 4. Juni 1937       | Militär                                | Hayashi                                         |
| 34 | 23            |                  | Prinz Konoe Fumimaro                 | 4. Juni 1937       | 5. Januar 1939     | Keine                                  | Konoe I                                         |
| 35 | 24            |                  | Hiranuma Kiichirō                    | 5. Januar 1939     | 30. August 1939    | Keine                                  | Hiranuma                                        |
| 36 | 25            |                  | Abe Nobuyuki                         | 30. August 1939    | 16. Januar 1940    | Militär                                | Abe                                             |
| 37 | 26            |                  | Yonai Mitsumasa                      | 16. Januar 1940    | 22. Juli 1940      | Militär                                | Yonai                                           |
| 38 |               |                  | Prinz Konoe Fumimaro, 2.–3. Amtszeit | 22. Juli 1940      | 18. Juli 1941      | Taisei Yokusankai                      | Konoe II                                        |
| 39 | 18. Juli 1941 | 18. Oktober 1941 | Prinz Konoe Fumimaro, 2.–3. Amtszeit | Konoe III          |                    | Taisei Yokusankai                      |                                                 |
| 40 | 27            |                  | Tōjō Hideki                          | 18. Oktober 1941   | 22. Juli 1944      | Militär                                | Tōjō                                            |
| 41 | 28            |                  | Koiso Kuniaki                        | 22. Juli 1944      | 7. April 1945      | Militär                                | Koiso                                           |
| 42 | 29            |                  | Suzuki Kantarō                       | 7. April 1945      | 17. August 1945    | Militär                                | Suzuki                                          |
| 43 | 30            |                  | Prinz Higashikuni Naruhiko           | 17. August 1945    | 9. Oktober 1945    | Keine                                  | Higashikuni                                     |
| 44 | 31            |                  | Shidehara Kijūrō                     | 9. Oktober 1945    | 22. Mai 1946       | Keine                                  | Shidehara                                       |
| 45 | 32            |                  | Yoshida Shigeru                      | 22. Mai 1946       | 24. Mai 1947       | Liberale Partei Japans                 | Yoshida I (U)                                   |

## Japanischer Staat
Legende Parteizugehörigkeiten:
- Sozialistische Partei Japans
- Demokratische Partei
- Demokratische Partei Japans
- Demokratisch-Liberale Partei / Liberale Partei / Liberaldemokratische Partei
- Neue Japan-Partei
- Erneuerungspartei / Demokratische Partei

| A# | P#                | Bild                            | Name                               | Amtsantritt                        | Amtsaustritt                           | Partei                                                       | Kabinett (kollektiv dem Parlament (Kokkai) verantwortlich) |
| --- | ----------------- | ------------------------------- | ---------------------------------- | ---------------------------------- | -------------------------------------- | ------------------------------------------------------------ | ---------------------------------------------------------- |
| 46 | 33                |                                 | Katayama Tetsu                     | 24. Mai 1947                       | 10. März 1948                          | Sozialistische Partei Japans                                 | Katayama (Koalitionsregierung)                             |
| 47 | 34                |                                 | Ashida Hitoshi                     | 10. März 1948                      | 15. Oktober 1948                       | Demokratische Partei (kleiner Koalitionspartner)             | Ashida (Koalition)                                         |
| 48 |                   |                                 | Yoshida Shigeru, 2.–5. Amtszeit    | 15. Oktober 1948                   | 16. Februar 1949                       | Demokratisch-Liberale Partei                                 | Yoshida II (Minderheitsregierung)                          |
| 49 | 16. Februar 1949  | 30. Oktober 1952                | Yoshida Shigeru, 2.–5. Amtszeit    | Liberale Partei                    | Yoshida III (U1) (U2) (U3)             |                                                              |                                                            |
| 50 | 30. Oktober 1952  | 21. Mai 1953                    | Yoshida Shigeru, 2.–5. Amtszeit    | Liberale Partei                    | Yoshida IV                             |                                                              |                                                            |
| 51 | 21. Mai 1953      | 10. Dezember 1954               | Yoshida Shigeru, 2.–5. Amtszeit    | Liberale Partei                    | Yoshida V (Minderheit)                 |                                                              |                                                            |
| 52 |                   |                                 |                                    | 10. Dezember 1954                  | 19. März 1955                          | Demokratische Partei Japans                                  | Hatoyama I (Minderheit)                                    |
| 53 | 35                | Hatoyama Ichirō, 1.–3. Amtszeit | 19. März 1955                      | 22. November 1955                  | Hatoyama II (Minderheit)               | Demokratische Partei Japans                                  |                                                            |
| 54 |                   |                                 | 22. November 1955                  | 23. Dezember 1956                  | Liberaldemokratische Partei            | Hatoyama III                                                 |                                                            |
| 55 | 36                |                                 | Ishibashi Tanzan                   | 23. Dezember 1956                  | 25. Februar 1957                       | Liberaldemokratische Partei                                  | Ishibashi                                                  |
| 56 | 37                |                                 | Kishi Nobusuke, 1.–2. Amtszeit     | 25. Februar 1957                   | 12. Juni 1958                          | Liberaldemokratische Partei                                  | Kishi I (U)                                                |
| 57 | 37                | 12. Juni 1958                   | Kishi Nobusuke, 1.–2. Amtszeit     | 19. Juli 1960                      | Kishi II (U)                           | Liberaldemokratische Partei                                  |                                                            |
| 58 | 38                |                                 | Ikeda Hayato, 1.–3. Amtszeit       | 19. Juli 1960                      | 8. Dezember 1960                       | Liberaldemokratische Partei                                  | Ikeda I                                                    |
| 59 | 38                | 8. Dezember 1960                | Ikeda Hayato, 1.–3. Amtszeit       | 9. Dezember 1963                   | Ikeda II (U1) (U2) (U3)                | Liberaldemokratische Partei                                  |                                                            |
| 60 | 38                | 9. Dezember 1963                | Ikeda Hayato, 1.–3. Amtszeit       | 9. November 1964                   | Ikeda III (U)                          | Liberaldemokratische Partei                                  |                                                            |
| 61 | 39                |                                 | Satō Eisaku, 1.–3. Amtszeit        | 9. November 1964                   | 17. Februar 1967                       | Liberaldemokratische Partei                                  | Satō I Satō I (U1) (U2) (U3)                               |
| 62 | 39                | 17. Februar 1967                | Satō Eisaku, 1.–3. Amtszeit        | 14. Januar 1970                    | Satō II (U1) (U2)                      | Liberaldemokratische Partei                                  |                                                            |
| 63 | 39                | 14. Januar 1970                 | Satō Eisaku, 1.–3. Amtszeit        | 7. Juli 1972                       | Satō III (U)                           | Liberaldemokratische Partei                                  |                                                            |
| 64 | 40                |                                 | Tanaka Kakuei, 1.–2. Amtszeit      | 7. Juli 1972                       | 22. Dezember 1972                      | Liberaldemokratische Partei                                  | Tanaka I                                                   |
| 65 | 40                | 22. Dezember 1972               | Tanaka Kakuei, 1.–2. Amtszeit      | 9. Dezember 1974                   | Tanaka II (U1) (U2)                    | Liberaldemokratische Partei                                  |                                                            |
| 66 | 41                |                                 | Miki Takeo                         | 9. Dezember 1974                   | 24. Dezember 1976                      | Liberaldemokratische Partei                                  | Miki Miki (U)                                              |
| 67 | 42                |                                 | Fukuda Takeo                       | 24. Dezember 1976                  | 7. Dezember 1978                       | Liberaldemokratische Partei                                  | T. Fukuda (U)                                              |
| 68 | 43                |                                 | Ōhira Masayoshi, 1.–2. Amtszeit    | 7. Dezember 1978                   | 9. November 1979                       | Liberaldemokratische Partei                                  | Ōhira I                                                    |
| 69 | 43                | 9. November 1979                | Ōhira Masayoshi, 1.–2. Amtszeit    | 12. Juni 1980                      | Ōhira II                               | Liberaldemokratische Partei                                  |                                                            |
| Während dieses Intervalls bekleidete der Chefsekretär des Kabinetts Masayoshi Itō das Amt des Premierministers |                   |                                 |                                    |                                    |                                        |                                                              |                                                            |
| 70 | 44                |                                 | Suzuki Zenkō                       | 17. Juli 1980                      | 27. November 1982                      | Liberaldemokratische Partei                                  | Suzuki (U)                                                 |
| 71 | 45                |                                 | Nakasone Yasuhiro, 1.–3. Amtszeit  | 27. November 1982                  | 27. Dezember 1983                      | Liberaldemokratische Partei                                  | Nakasone I                                                 |
| 72 | 45                | 27. Dezember 1983               | Nakasone Yasuhiro, 1.–3. Amtszeit  | 22. Juli 1986                      | Nakasone II (U1) (U2) (Koalition)      | Liberaldemokratische Partei                                  |                                                            |
| 73 | 45                | 22. Juli 1986                   | Nakasone Yasuhiro, 1.–3. Amtszeit  | 6. November 1987                   | Nakasone III                           | Liberaldemokratische Partei                                  |                                                            |
| 74 | 46                |                                 | Takeshita Noboru                   | 6. November 1987                   | 3. Juni 1989                           | Liberaldemokratische Partei                                  | Takeshita (U)                                              |
| 75 | 47                |                                 | Uno Sōsuke                         | 3. Juni 1989                       | 10. August 1989                        | Liberaldemokratische Partei                                  | Uno                                                        |
| 76 | 48                |                                 | Kaifu Toshiki, 1.–2. Amtszeit      | 10. August 1989                    | 28. Februar 1990                       | Liberaldemokratische Partei                                  | Kaifu I (Nejire Kokkai)                                    |
| 77 | 48                | 28. Februar 1990                | Kaifu Toshiki, 1.–2. Amtszeit      | 5. November 1991                   | Kaifu II (U) (Nejire Kokkai)           | Liberaldemokratische Partei                                  |                                                            |
| 78 | 49                |                                 | Miyazawa Kiichi                    | 5. November 1991                   | 9. August 1993                         | Liberaldemokratische Partei                                  | Miyazawa (U) (Nejire Kokkai)                               |
| 79 | 50                |                                 | Hosokawa Morihiro                  | 9. August 1993                     | 28. April 1994                         | Neue Japan-Partei (Nihon Shintō) (kleiner Koalitionspartner) | Hosokawa (Koalition)                                       |
| 80 | 51                |                                 | Hata Tsutomu                       | 28. April 1994                     | 30. Juni 1994                          | Erneuerungspartei (Shinseitō)                                | Hata (Koalition, Minderheit)                               |
| 81 | 52                |                                 | Murayama Tomiichi                  | 30. Juni 1994                      | 11. Januar 1996                        | Sozialistische Partei Japans (kleiner Koalitionspartner)     | Murayama (U) (Koalition)                                   |
| 82 | 53                |                                 | Hashimoto Ryūtarō, 1.–2. Amtszeit  | 11. Januar 1996                    | 7. November 1996                       | Liberaldemokratische Partei                                  | Hashimoto I (Koalition)                                    |
| 83 | 53                | 7. November 1996                | Hashimoto Ryūtarō, 1.–2. Amtszeit  | 30. Juli 1998                      | Hashimoto II (U) (Minderheit bis 1997) | Liberaldemokratische Partei                                  |                                                            |
| 84 | 54                |                                 | Obuchi Keizō                       | 30. Juli 1998                      | 5. April 2000                          | Liberaldemokratische Partei                                  | Obuchi (Nejire Kokkai) Obuchi (U1) (U2) (Koalition)        |
| 85 | 55                |                                 | Mori Yoshirō, 1.–2. Amtszeit       | 5. April 2000                      | 4. Juli 2000                           | Liberaldemokratische Partei                                  | Mori I (Koalition)                                         |
| 86 | 55                | 4. Juli 2000                    | Mori Yoshirō, 1.–2. Amtszeit       | 26. April 2001                     | Mori II (U) (Koalition)                | Liberaldemokratische Partei                                  |                                                            |
| 87 | 56                |                                 | Koizumi Jun’ichirō, 1.–3. Amtszeit | 26. April 2001                     | 19. November 2003                      | Liberaldemokratische Partei                                  | Koizumi I (U1) (U2) (Koalition)                            |
| 88 | 56                | 19. November 2003               | Koizumi Jun’ichirō, 1.–3. Amtszeit | 21. September 2005                 | Koizumi II (U) (Koalition)             | Liberaldemokratische Partei                                  |                                                            |
| 89 | 56                | 21. September 2005              | Koizumi Jun’ichirō, 1.–3. Amtszeit | 26. September 2006                 | Koizumi III (U) (Koalition)            | Liberaldemokratische Partei                                  |                                                            |
| 90 | 57                |                                 | Abe Shinzō                         | 26. September 2006                 | 26. September 2007                     | Liberaldemokratische Partei                                  | Abe I (Koalition) Abe I (U) (Koalition, Nejire Kokkai)     |
| 91 | 58                |                                 | Fukuda Yasuo                       | 26. September 2007                 | 24. September 2008                     | Liberaldemokratische Partei                                  | Fukuda Fukuda (U) (Koalition, Nejire Kokkai)               |
| 92 | 59                |                                 | Asō Tarō                           | 24. September 2008                 | 16. September 2009                     | Liberaldemokratische Partei                                  | Asō (Koalition, Nejire Kokkai)                             |
| 93 | 60                |                                 | Hatoyama Yukio                     | 16. September 2009                 | 8. Juni 2010                           | Demokratische Partei                                         | Y. Hatoyama (Koalition)                                    |
| 94 | 61                |                                 | Kan Naoto                          | 8. Juni 2010                       | 2. September 2011                      | Demokratische Partei                                         | Kan (Koalition) Kan (U1) (U2) (Koalition, Nejire Kokkai)   |
| 95 | 62                |                                 | Noda Yoshihiko                     | 2. September 2011                  | 26. Dezember 2012                      | Demokratische Partei                                         | Noda (U1) (U2) (U3) (Koalition, Nejire Kokkai)             |
| 96 |                   |                                 | Abe Shinzō, 2.–4. Amtszeit         | 26. Dezember 2012                  | 24. Dezember 2014                      | Liberaldemokratische Partei                                  | Abe II (U) (Koalition, Nejire Kokkai bis 2013)             |
| 97 | 24. Dezember 2014 | 1. November 2017                | Abe Shinzō, 2.–4. Amtszeit         | Abe III (U1) (U2) (U3) (Koalition) |                                        | Liberaldemokratische Partei                                  |                                                            |
| 98 | 1. November 2017  | 16. September 2020              | Abe Shinzō, 2.–4. Amtszeit         | Abe IV (U1) (U2) (Koalition)       |                                        | Liberaldemokratische Partei                                  |                                                            |
| 99 | 63                |                                 | Suga Yoshihide                     | 16. September 2020                 | 4. Oktober 2021                        | Liberaldemokratische Partei                                  | Suga (Koalition)                                           |
| 100 | 64                |                                 | Kishida Fumio, 1.–2. Amtszeit      | 4. Oktober 2021                    | 10. November 2021                      | Liberaldemokratische Partei                                  | Kishida I (Koalition)                                      |
| 101 | 64                | 10. November 2021               | Kishida Fumio, 1.–2. Amtszeit      | 1. Oktober 2024                    | Kishida II (U1) (U2) (Koalition)       | Liberaldemokratische Partei                                  |                                                            |
| 102 | 65                |                                 | Ishiba Shigeru                     | 1. Oktober 2024                    | 11. November 2024                      | Liberaldemokratische Partei                                  | Ishiba I (Koalition)                                       |
| 103 | 65                | 11. November 2024               | Ishiba Shigeru                     |                                    | Liberaldemokratische Partei            | Ishiba II (Koalition, Minderheit)                            |                                                            |

## Längste Regierungszeiten mit Unterbrechungen
| Rang | Name               | P# | Regierungsdauer      | Zeiträume        |
| ---- | ------------------ | -- | -------------------- | ---------------- |
| 01   | Abe Shinzō         | 57 | 8 Jahre und 265 Tage | 2006–2007        |
| 01   | Abe Shinzō         | 57 | 8 Jahre und 265 Tage | 2012–2020        |
| 02   | Katsura Tarō       | 06 | 7 Jahre und 328 Tage | 1901–1906        |
| 02   | Katsura Tarō       | 06 | 7 Jahre und 328 Tage | 1908–1911        |
| 02   | Katsura Tarō       | 06 | 7 Jahre und 328 Tage | 1912–1913        |
| 03   | Satō Eisaku        | 39 | 7 Jahre und 242 Tage | 1964–1972        |
| 04   | Itō Hirobumi       | 01 | 7 Jahre und 161 Tage | 1885–1888        |
| 04   | Itō Hirobumi       | 01 | 7 Jahre und 161 Tage | 1892–1896        |
| 04   | Itō Hirobumi       | 01 | 7 Jahre und 161 Tage | Januar–Juni 1898 |
| 04   | Itō Hirobumi       | 01 | 7 Jahre und 161 Tage | 1900–1901        |
| 05   | Yoshida Shigeru    | 32 | 7 Jahre und 59 Tage  | 1946–1947        |
| 05   | Yoshida Shigeru    | 32 | 7 Jahre und 59 Tage  | 1948–1954        |
| 06   | Koizumi Jun’ichirō | 56 | 5 Jahre und 154 Tage | 2001–2006        |
| 07   | Nakasone Yasuhiro  | 45 | 4 Jahre und 345 Tage | 1982–1987        |
| 08   | Ikeda Hayato       | 38 | 4 Jahre und 114 Tage | 1960–1964        |
| 09   | Saionji Kimmochi   | 07 | 3 Jahre und 303 Tage | 1906–1908        |
| 09   | Saionji Kimmochi   | 07 | 3 Jahre und 303 Tage | 1911–1912        |
| 10   | Kishi Nobusuke     | 37 | 3 Jahre und 145 Tage | 1957–1960        |

## Längste fortlaufende Regierungszeiten
| Rang | Name                             | P# | Regierungsdauer      | Zeitraum  |
| ---- | -------------------------------- | -- | -------------------- | --------- |
| 01   | Abe Shinzō (2.–4. Amtszeit)      | 57 | 7 Jahre und 265 Tage | 2012–2020 |
| 02   | Satō Eisaku                      | 39 | 7 Jahre und 242 Tage | 1964–1972 |
| 03   | Yoshida Shigeru (2.–5. Amtszeit) | 32 | 6 Jahre und 56 Tage  | 1948–1954 |
| 04   | Koizumi Jun’ichirō               | 56 | 5 Jahre und 154 Tage | 2001–2006 |
| 05   | Nakasone Yasuhiro                | 45 | 4 Jahre und 345 Tage | 1982–1987 |
| 06   | Katsura Tarō (1. Amtszeit)       | 06 | 4 Jahre und 219 Tage | 1901–1906 |
| 07   | Ikeda Hayato                     | 38 | 4 Jahre und 114 Tage | 1960–1964 |
| 08   | Itō Hirobumi (2. Amtszeit)       | 01 | 4 Jahre und 12 Tage  | 1892–1896 |
| 09   | Kishi Nobusuke                   | 37 | 3 Jahre und 145 Tage | 1957–1960 |
| 10   | Katsura Tarō (2. Amtszeit)       | 06 | 3 Jahre und 47 Tage  | 1908–1911 |
|      |                                  |    |                      |           |
| 0–   | Ishiba Shigeru                   | 65 | 156 Tage             | seit 2024 |

## Lebende ehemalige Premierminister
| P# | Name               | Regierungszeitraum | Geburtstag         | Alter | Aktuelle Parteizugehörigkeit |
| -- | ------------------ | ------------------ | ------------------ | ----- | ---------------------------- |
| 50 | Hosokawa Morihiro  | 1993–1994          | 14. Januar 1938    | 087   | parteilos                    |
| 52 | Murayama Tomiichi  | 1994–1996          | 3. März 1924       | 0101  | SDP                          |
| 55 | Mori Yoshirō       | 2000–2001          | 14. Juli 1937      | 087   | LDP                          |
| 56 | Koizumi Jun’ichirō | 2001–2006          | 8. Januar 1942     | 083   | LDP                          |
| 58 | Fukuda Yasuo       | 2007–2008          | 16. Juli 1936      | 088   | LDP                          |
| 59 | Asō Tarō           | 2008–2009          | 20. September 1940 | 084   | LDP                          |
| 60 | Hatoyama Yukio     | 2009–2010          | 11. Februar 1947   | 078   | parteilos                    |
| 61 | Kan Naoto          | 2010–2011          | 10. Oktober 1946   | 078   | KDP                          |
| 62 | Noda Yoshihiko     | 2011–2012          | 20. Mai 1957       | 067   | DPJ                          |
| 63 | Suga Yoshihide     | 2020–2021          | 6. Dezember 1948   | 076   | LDP                          |
| 64 | Kishida Fumio      | 2021–2024          | 29. Juli 1957      | 067   | LDP                          |
|    |                    |                    |                    |       |                              |